# Troglodytidae
Cet article concerne des oiseaux appelés Troglodytes. Pour un article plus général, voir Troglodyte.
Famille
Les Troglodytidae sont une famille d'oiseaux, de l'ordre des passereaux, qui regroupe des oiseaux appelés troglodytes. 
Elle comprend 19 genres et 84 espèces essentiellement originaires du Nouveau Monde (écozone néarctique et écozone néotropique), une espèce Troglodytes troglodytes possède une répartition plus large, couvrant la totalité de la zone holarctique (écozone néarctique et écozone paléarctique). 

## Description
Ils pèsent entre 9 et 50 grammes environ.

## Systématique
D'après la classification de référence (version 14.2, 2024) du Congrès ornithologique international (ordre phylogénique) :
Famille Troglodytidae
- Campylorhynchus (15 espèces)
  - Campylorhynchus albobrunneus – Troglodyte à tête blanche
  - Campylorhynchus zonatus – Troglodyte zoné
  - Campylorhynchus megalopterus – Troglodyte zébré
  - Campylorhynchus nuchalis – Troglodyte rayé
  - Campylorhynchus fasciatus – Troglodyte fascié
  - Campylorhynchus chiapensis – Troglodyte géant
  - Campylorhynchus griseus – Troglodyte bicolore
  - Campylorhynchus rufinucha – Troglodyte à nuque rousse
  - Campylorhynchus humilis – (?)
  - Campylorhynchus capistratus – (?)
  - Campylorhynchus gularis – Troglodyte tacheté
  - Campylorhynchus jocosus – Troglodyte de Boucard
  - Campylorhynchus yucatanicus – Troglodyte du Yucatan
  - Campylorhynchus brunneicapillus – Troglodyte des cactus
  - Campylorhynchus turdinus – Troglodyte grivelé
- Cantorchilus (12 espèces) - (anciennement inclus dans Thryothorus)
  - Cantorchilus modestus – Troglodyte modeste
  - Cantorchilus zeledoni – (?)
  - Cantorchilus elutus – (?)
  - Cantorchilus leucotis – Troglodyte à face pâle (probablement pas monophylétique)
  - Cantorchilus superciliaris – Troglodyte bridé
  - Cantorchilus guarayanus – Troglodyte des Guarayos
  - Cantorchilus longirostris – Troglodyte à long bec
  - Cantorchilus griseus – Troglodyte gris
  - Cantorchilus semibadius – Troglodyte des ruisseaux
  - Cantorchilus nigricapillus – Troglodyte à calotte noire
  - Cantorchilus thoracicus – Troglodyte flammé
  - Cantorchilus leucopogon – Troglodyte balafré
- Catherpes (1 espèce)
  - Catherpes mexicanus – Troglodyte des canyons
- Cinnycerthia (4 espèces)
  - Cinnycerthia unirufa – Troglodyte roux
  - Cinnycerthia olivascens – Troglodyte de Sharpe
  - Cinnycerthia peruana – Troglodyte brun
  - Cinnycerthia fulva – Troglodyte fauve
- Cistothorus (5 espèces)
  - Cistothorus platensis – Troglodyte à bec court
  - Cistothorus meridae – Troglodyte du Mérida
  - Cistothorus apolinari – Troglodyte d'Apolinar
  - Cistothorus palustris – Troglodyte des marais
  - Cistothorus stellaris
- Cyphorhinus (3 espèces)
  - Cyphorhinus thoracicus – Troglodyte ferrugineux
  - Cyphorhinus arada – Troglodyte arada
  - Cyphorhinus phaeocephalus – Troglodyte chanteur
- Ferminia (1 espèce)
  - Ferminia cerverai – Troglodyte de Zapata
- Henicorhina (5 espèces)
  - Henicorhina leucosticta – Troglodyte à poitrine blanche
  - Henicorhina leucophrys – Troglodyte à poitrine grise
  - Henicorhina anachoreta – (?) séparé de H. leucophrys
  - Henicorhina leucoptera – Troglodyte à ailes blanches
  - Henicorhina negreti – Troglodyte de Negret
- Hylorchilus (2 espèces)
  - Hylorchilus sumichrasti – Troglodyte à bec fin
  - Hylorchilus navai – Troglodyte de Nava
- Microcerculus (4 espèces)
  - Microcerculus philomela – Troglodyte philomèle
  - Microcerculus marginatus – Troglodyte siffleur
  - Microcerculus ustulatus – Troglodyte flûtiste
  - Microcerculus bambla – Troglodyte bambla
- Odontorchilus (2 espèces)
  - Odontorchilus branickii – Troglodyte de Branicki
  - Odontorchilus cinereus – Troglodyte denté
- Pheugopedius (13 espèces) - (anciennement inclus dans Thryothorus)
  - Pheugopedius atrogularis – Troglodyte à gorge noire
  - Pheugopedius spadix – Troglodyte moine
  - Pheugopedius fasciatoventris – Troglodyte à ventre noir
  - Pheugopedius euophrys – Troglodyte maculé
  - Pheugopedius schulenbergi – (?)
  - Pheugopedius eisenmanni – Troglodyte inca
  - Pheugopedius genibarbis – Troglodyte à moustaches
  - Pheugopedius mystacalis – Troglodyte à favoris
  - Pheugopedius coraya – Troglodyte coraya
  - Pheugopedius felix – Troglodyte joyeux
  - Pheugopedius maculipectus – Troglodyte à poitrine tachetée
  - Pheugopedius rutilus – Troglodyte des halliers
  - Pheugopedius sclateri – Troglodyte de Sclater
- Salpinctes (1 espèce)
  - Salpinctes obsoletus – Troglodyte des rochers
- Thryomanes (1 espèce)
  - Thryomanes bewickii – Troglodyte de Bewick
- Thryophilus (5 espèces) - (anciennement inclus dans Thryothorus)
  - Thryophilus pleurostictus – Troglodyte barré
  - Thryophilus rufalbus – Troglodyte rufalbin
  - Thryophilus sernai – Troglodyte de Serna
  - Thryophilus nicefori – Troglodyte de Niceforo
  - Thryophilus sinaloa – Troglodyte du Sinaloa
- Thryorchilus (1 espèce)
  - Thryorchilus browni – Troglodyte des volcans
- Thryothorus (1 espèce)
  - Thryothorus ludovicianus – Troglodyte de Caroline
- Troglodytes (10 à 15 espèces, selon la taxonomie ; comprend des espèces parfois considérées comme appartenant au genre Nannus, qui peuvent être distinctes)[2]
  - Troglodytes troglodytes – Troglodyte mignon
  - Troglodytes hiemalis – Troglodyte des forêts
  - Troglodytes pacificus – Troglodyte de Baird
  - Troglodytes tanneri – Troglodyte de Clarion
  - Troglodytes aedon – Troglodyte familier
  - Troglodytes cobbi – Troglodyte de Cobb
  - Troglodytes sissonii – Troglodyte de Socorro
  - Troglodytes rufociliatus – Troglodyte à sourcils roux
  - Troglodytes ochraceus – Troglodyte ocré
  - Troglodytes solstitialis – Troglodyte montagnard
  - Troglodytes monticola – Troglodyte des Santa Marta
  - Troglodytes rufulus – Troglodyte des tépuis
- Uropsila (1 espèce)
  - Uropsila leucogastra – Troglodyte à ventre blanc

Certains auteurs ajoutent :
- Donacobius Swainson, 1831 (1 espèce) , genre qui ne contient que le Donacobe à miroir, aujourd'hui déplacé dans une famille particulière, des Donacobiidae.
- Nannus Billberg, 1828 (1 espèce), genre qui ne comprend que le Troglodyte mignon, désormais classé dans le genre Troglodytes

## Numismatique
Le troglodyte mignon a figuré sur les pièces de 1 farthing émis de 1932 à 1952.